# 田丸城
田丸城（日语：／ Tamaru-jō *）是一座位於日本三重縣度會郡玉城町的城。別名為玉丸城、玉丸御所。續日本100名城之一。三重縣指定史跡。

## 歷史

### 南北朝時代
延元元年（1336年），北畠親房、北畠顯信父子與度會家行、一福大夫、雅樂入道一同於南朝的據點建造田丸城。在親房的三男北畠顯能當上伊勢國司之後，田丸城以國司館之名成為伊勢支配的據點。但該城的位置在伊勢神宮附近，使得成為南朝和北朝爭奪的據點。興國3年（1342年），北朝方的足利尊氏攻下該城，北畠氏逃至坂內城（現於松阪市阪內町）。之後一段時間田丸城的動靜不明。

### 戰國時代
南北朝合併後，田丸城由北畠國司支配。應永年間，由愛洲忠行據守該城。另外，忠行收國司之子為養子，並將田丸城稱為玉丸御所。與之對立的山田三方曾在寬正3年（1465年）攻打過田丸城。之後成為大名的北畠氏將據點移至北勢（伊勢國北部），於永正17年（1520年）庶流第5代北畠政鄉四子親忠進入田丸城，並將姓氏改為田丸氏。大永6年（1526年），親忠為家臣所殺，城主改由國司北畠晴具三子國忠擔任。永祿12年（1569年），織田信長發動伊勢侵攻，作為城主的田丸直昌開城投降，城主轉由織田信雄擔任。天正3年（1575年），田丸城在作為信雄的居城下進行改修，變為具備3層天守的城郭。但5年後天守因遇到祝融而燒毀，信雄也將居城移至松島城。
本能寺之變之後，田丸直昌與羽柴秀吉合盟，並和蒲生氏鄉攻打松島城。天正12年（1584年），氏鄉成為伊勢領主，進入松島城；直昌則進入田丸城，修築被燒毀的建築物。同18年（1590年），直昌和氏鄉奉命移封至東北，由稻葉重通擔任城代。慶長5年（1600年），岩出城城主稻葉道通因關原之戰的功績擔任田丸城城主。同時岩出城廢城，城內的主要建築物和石垣都移至田丸城，田丸城也進行修建。同12年（1607年），道通之子紀通繼承城主之位。

### 江戶時代、近代
元和3年（1617年），津城城主藤堂高虎加封田丸領。同5年（1619年），德川賴宣成為和歌山藩藩主，並與津藩交換領地，因此田丸與松坂、白子等地歸屬在和歌山藩，之後賴宣命付家老久野宗成擔任田丸城城主。後來久野氏連續8代治理田丸城直到明治維新。明治2年（1869年），遭廢城並拆毀大多數建築物。
昭和28年（1953年），被列為縣指定史蹟。平成29年（2017年），被選為續日本100名城（154號）。

## 構造
田丸城位在標高51.6公尺的丘陵頂部，以堀切區分本丸、二之丸、北之丸、帶曲輪，和在丘陵下方的三之丸。本丸北側設有天守台，東側和東南隅設有虎口，其中東南隅的虎口設有土橋，可連通至二之丸。在本丸的周圍為石垣包圍，有些地方設計成能阻礙敵軍的凸出狀構造；二之丸的東面和南面之東側設有石垣，北面和西面沒有石垣，只有切岸。二之丸南側有一蜿蜒的登城路，西側則有帶曲輪；帶曲輪緊鄰著本丸、二之丸和北之丸。在西南側設有切通，因該區的步道崎嶇，推測此處也設有虎口；北之丸的東面和北面之東側設有石垣，此外的部分沒有石垣，只有切岸。該曲輪北側設有堀切，西側設有土壘；三之丸在江戶時代時是御殿。該城周圍為堀環繞，其中北側和西側是空堀。
現在仍殘存天守台、石垣、外堀、内堀、堀切、空堀等遺構。以曲輪看的話，本丸周邊整備成櫻之名所的城山公園，北之丸變成城山稻荷神社，三之丸已變學校用地。明治時期遷移至他所的富士見門和三之丸的奧書院也移至此公園內。

## 歷代城主
| 就任期間   | 氏族   | 城主               |
| ---------- | ------ | ------------------ |
| 1336～1342 | 北畠氏 | 北畠親房、北畠顯信 |
| 1336～1342 | 北畠氏 | 北畠顯能           |
| 1342～不明 | 足利氏 | 足利尊氏           |
| 應永       | 愛洲氏 | 愛洲忠行           |
| 1520～1526 | 田丸氏 | 田丸親忠           |
| 1526～不明 | 北畠氏 | 北畠國忠           |
| 不明～1569 | 田丸氏 | 田丸直昌           |
| 1569～1580 | 北畠氏 | 織田信雄           |
| 1584～1590 | 田丸氏 | 田丸直昌           |
| 1590～1600 | 稻葉氏 | 稻葉重通           |
| 1600～1607 | 稻葉氏 | 稻葉道通           |
| 1607～1617 | 稻葉氏 | 稻葉紀通           |
| 1617～1619 | 藤堂氏 | 藤堂高虎           |
| 1619～1625 | 久野氏 | 久野宗成           |
| 1625～1649 | 久野氏 | 久野宗晴           |
| 1649～1701 | 久野氏 | 久野宗俊           |
| 1701～1726 | 久野氏 | 久野俊正           |
| 1726～1772 | 久野氏 | 久野俊純           |
| 1772～1811 | 久野氏 | 久野輝純           |
| 1811～1823 | 久野氏 | 久野昌純           |
| 1823～1869 | 久野氏 | 久野純固           |

## 註解
1. ↑  並無殘留文獻資料描述修建程度。
2. ↑  領6萬石石高。
3. ↑  因為擔任紀州藩家老的關係，久野氏每代城主在城內的時間並不久，所以當城主入城期間，會將該書院當作起居室做使用。

## 外部連結
- 田丸城跡 - 觀光三重
- 田丸城跡 - 伊勢志摩觀光會議機構官方網站
- 田丸城跡 - 玉城町觀光協會